# Epilecta
Epilecta is een geslacht uit de familie Noctuidae. Het geslacht omvat slechts één soort: Epilecta linogrisea.